# Basic data partition
Le type Basic Data Partition est utilisé comme descripteur de partition dans le système de partitionnement GUID Partition Table (GPT).

## Description
Il définit une partition de type générique pouvant être formatée en interne avec différents modes de formatage.
Il est utilisé par Microsoft pour déclarer ses partitions de type FAT16, FAT32 ou NTFS.
Il sert aussi aux systèmes Linux pour déclarer leurs partitions ordinaires de travail (ext2/3/4) dans l'attente de la validation d'un code de partition spécifique.
L'identifiant GUID de ce type de partition est : EBD0A0A2-B9E5-4433-87C0-68B6B72699C7